# Мёдзин Яхико
Мёдзин Я́хико (яп. 明神 弥彦 Мё:дзин Яхико, ромадзи: Myoujin Yahiko, в русском переводе аниме Йоси Мёдзин) — вымышленный персонаж, один из главных героев манги и аниме-сериала «Rurouni Kenshin» («Самурай Икс»), придуманный и нарисованный мангакой Нобухиро Вацуки. Автор, в юности занимавшийся кэндо, создал Яхико как отголосок собственных впечатлений от этих занятий.
Действие манги и аниме происходит в Японии периода бакумацу и последующей реставрации Мэйдзи. Согласно сюжету, Мёдзин Яхико — сирота из самурайской семьи, вынужденный вести воровскую жизнь, чтобы заплатить токийской якудзе долг своих умерших родителей. Спасённый бродячим воином Химурой Кэнсином, Яхико решает стать столь же сильным, как и его избавитель. Кэнсин, не желая передавать Яхико свой убийственный стиль владения мечом, делает его учеником Камии Каору, преподающей куда менее опасный стиль. По ходу повествования Яхико осваивает мастерство мечника и побеждает многих врагов.
Среди читателей манги Яхико имел среднюю популярность: в официальных рейтингах персонажей, подсчитываемых журналом «Shonen Jump», он обычно входил в первую десятку, а в одном из таких рейтингов занял третье место, проиграв основным читательским фаворитам — Химуре Кэнсину и Сагаре Сано́сукэ. В Японии выпускались разнообразные коллекционные предметы, изображающие Яхико, такие как фигурки и постеры на ткани.

## История создания

Страница из расширенного издания манги с изменённой внешностью персонажа

Нобухиро Вацуки создал Яхико, опираясь на свои юношеские впечатления от занятий кэндо. Несмотря на то, что занятия ему нравились, Вацуки так и не достиг в этом искусстве никакого заметного прогресса и за всё время тренировок не смог выиграть ни одного боя. Невзирая на постоянное стремление стать лучше, он оставался слабым учеником и ощущал себя очень неловко из-за того, что его внушительный рост совершенно не соответствовал более чем скромным боевым навыкам. Как результат оставшихся неудовлетворёнными притязаний автора, Яхико по ходу сюжета тоже понимает, что такое желание стать сильнее при отсутствии соответствующих возможностей — боль, которая неизвестна героическим персонажам вроде Кэнсина или Саносукэ. Сам Вацуки считал Яхико одним из своих любимых персонажей и полагал наиболее удачными главами манги те, в которых рассказывалось о его первом бое. А в третьей части, пока Кэнсин горевал о Камии Каору, считая её погибшей, автор даже временно сделал Яхико главным героем: юным читателям нужна была активная фигура, с которой они могли идентифицировать себя.
В отношении внешности Яхико Вацуки не руководствовался какими-либо особыми примерами, за исключением лохматой головы и дерзкого взгляда, которым, по мнению автора, просто обязаны обладать герои манги в жанре сёнэн (для мальчиков и юношей). Помимо этого, Вацуки старался рисовать Яхико так, чтобы читатели могли представить его великим мастером меча в будущем. В конце манги, когда Яхико стал подростком, Вацуки изменил его внешность, желая, чтобы читатели сочли его подходящим кандидатом на роль главного героя в возможном продолжении произведения. Для новой внешности Яхико Вацуки позаимствовал физические данные Кэнсина и характер Саносукэ. Яхико, помимо некоторых личностных черт, получил от Саносукэ и иероглиф «аку» (яп. 悪 «злой»), нашитый на одежду и символизирующий готовность защищать обманутых людей. Вацуки, по его словам, думал о создании продолжения манги, в котором главными героями стали бы Яхико, его подружка Сандзё Цубамэ и друг Цукаяма Ютаро. Хотя автор сообщил, что не собирается создавать такую мангу, в планах он видел Яхико и Цубамэ супружеской парой, чей сын, Синъя, стал бы мастером меча.
В расширенном издании манги (т. н. «кандзэнбан»), выпущенном в Японии в июле 2006 года, содержалась одиночная страничка, на которой Вацуки ещё раз изменил внешность персонажа. По мысли автора, Яхико был предводителем окрестных беспризорников, и в подтверждение своего статуса носил заграничную жилетку, отобранную у издевавшегося над бродягами иностранца. Хакама у Яхико были необычно короткими — ветшающую ткань приходилось постоянно подрезать. Руки он обматывал бинтами, чтобы защитить их во время тренировок по фехтованию, и носил два меча — синай (бамбуковый меч) и настоящую катану, переходившую в его семье из поколения в поколение. Два меча должны были символизировать двойственность характера Яхико, который, как и Кэнсин, был вынужден балансировать между защитой людей и их убийством.

## Описание персонажа

### Прошлое
Представление о прошлом Яхико даётся практически сразу же после его появления в повествовании. Согласно сюжету, отец Яхико был самураем и погиб в войне Босин, сражаясь на стороне сил сёгуната, а мать, оставшись без средств к существованию, была вынуждена пойти работать в публичный дом. Через несколько лет она умерла от болезни, и члены якудзы потребовали от Яхико выплаты её долгов. Не имея никаких источников дохода, Яхико вынужден был воровать, чтобы ежемесячно платить определённую сумму.

### Характер
Основным мотивом действий Яхико по мере развития повествования является стремление стать великим воином, похожим на Кэнсина. С этой целью Яхико перебарывает свою изначальную неприязнь к Камии Каору и принимает решение тренироваться под её началом, обучаясь обращаться с синаем. Тем не менее, он остаётся дерзким, нахальным и самоуверенным мальчишкой и часто ссорится со своей учительницей, что служит постоянным источником комических сцен.
Десятилетний Яхико стесняется своего возраста и очень не любит, когда его называют маленьким, однако возраст не мешает ему быть упорным и гордым. Он решительно заступается за девочку по имени Сандзё Цубамэ, которую злоумышленники заставляли помогать в организации ограбления ресторана, и сражается с грабителями, несмотря на их подавляющее превосходство в числе и силе. Яхико охотно и без зависти признаёт чужой талант в фехтовании: одним из его друзей становится Цукаяма Ютаро, ровесник Яхико, которого он искренне считает гением фехтования.
Со временем Яхико начинает питать романтические чувства к спасённой им Цубамэ, в глазах которой мальчик, выступающий на защиту слабых, становится всё более похожим на Кэнсина.

### Способности
Рассматривая Кэнсина как образец для подражания, Яхико наблюдает за его поединками и обучается имитировать некоторые из его техник, которые успешно применяет в бою. Кроме этого, Яхико под руководством Каору изучает стиль Камия Кассин (яп. 神谷活心流), и через несколько месяцев тренировок Каору признаёт вероятность того, что Яхико для своего возраста является самым сильным во всей стране. Ощущая, что его мастерства всё-таки недостаточно, Яхико обучается двум финальным техникам стиля Камия Кассин. Суть первой из них, под названием Хадомэ (яп. 刃止め), состоит в скрещивании рук над головой, не выпуская синая, и блокировании таким образом оружия оппонента. С помощью второй техники, Хаватари (яп. 刃渡り), можно резким движением запястий выбить блокированное оружие из рук врага. Со временем Яхико обучается останавливать клинки незащищёнными пальцами и становится известен благодаря этой способности.

## Краткий обзор сюжета
В начале манги Яхико пытается украсть деньги у Кэнсина и Каору, чтобы выплатить свой долг. Его отпускают вместе с кошельком, и Яхико, озлобленный чужой жалостью, объявляет якудзе, что не намерен больше воровать. Кэнсин вовремя спасает Яхико, которого за подобную наглость едва не забивают до смерти, забирает его с собой в додзё и делает учеником Каору. Желая стать сильнее, Яхико упорно тренируется и, благодаря своей решительности, выручает из беды Сандзё Цубамэ. Позже он помогает Кэнсину в борьбе с Сисио Макото, опасным заговорщиком, пытающимся свергнуть действующее правительство и завоевать Японию. Яхико побеждает одного из людей Сисио по имени Карива Хэнъя, способного парить в воздухе. Несколько месяцев спустя на додзё Каору нападает один из врагов Кэнсина, Юкисиро Эниси. Яхико помогает отбить атаку, побеждая вражеского приспешника Отову Хёко, а затем принимает участие в спасении Каору, которую похитил Эниси. Через пять лет мастерство Яхико оказывается достаточным, чтобы стать преподавателем стиля Камия Кассин. Кэнсин, довольный прогрессом Яхико, отдаёт ему свой меч-сакабато.

## Упоминания в других произведениях
Персонаж-прототип Яхико впервые появился в короткой манге Вацуки «Rurouni: Meiji Kenkaku Romantan». В этом произведении Яхико был членом семьи Камия, состоявшей из него самого и двух его сестёр, Каору и Мэгуми; он должен был унаследовать додзё семьи. Много позже был создан анимационный фильм «Rurouni Kenshin: Ishin Shishi e no Requiem», в котором Яхико появляется вместе с другими основными персонажами, а также OVA «Rurouni Kenshin: Seisou Hen», где Яхико показан повзрослевшим и имеющим более реалистичный внешний вид, нежели в манге и аниме. По сюжету OVA, Яхико возвращает домой Кэндзи, сына Кэнсина и Каору, отправившегося учиться фехтованию у бывшего наставника Кэнсина Хико Сэйдзюро. Яхико присутствует и во всех видеоиграх по серии «Rurouni Kenshin», включая Jump Super Stars и Jump Ultimate Stars.

## Реакция критиков
Несколько интернет-порталов, посвящённых манге, аниме, видеоиграм и другой подобной продукции, опубликовали рецензии, содержавшие критику персонажа. Так, обозреватель от сайта AnimeOnDVD хвалил развитие Яхико по ходу сюжета, замечая, что тот постепенно становится хорошим бойцом и имеет замечательный потенциал благодаря своей смелости. Того же мнения придерживался и рецензент, составивший обзор для журнала «anime*magazine», в котором манга «Rurouni Kenshin» была названа «историей Яхико, молодого самурая, стремящегося подражать легендарному хитокири» (то есть Кэнсину). Критик от T.H.E.M. Anime Reviews, напротив, считал Яхико надоедливым и раздражающим персонажем, хотя признавал, что эпизоды с ним бывают удачными. Один из рецензентов также одобрительно отзывался о внешнем виде Яхико в OVA, отмечая хорошую работу аниматоров по созданию нового, более реалистичного облика героя.